# Zdeněk Munzar
Zdeněk Munzar (27. července 1920 Blatno – 3. července 1997 Hudson Heighst) byl český palubní navigátor 311. československé bombardovací perutě.

## Život

### Před druhou světovou válkou
Zdeněk Munzar se narodil 27. července 1920 v Blatně na Podbořansku. Od roku 1937 žil s rodiči v Senohrabech. Vystudoval reálné gymnázium a do uzavření českých vysokých škol nacisty studoval na Lékařské fakultě Univerzity Karlovy.

### Druhá světová válka
Po německé okupaci a uzavření českých vysokých škol opustil Zdeněk Munzar v závěru roku 1939 Protektorát Čechy a Morava a přes Slovensko, Maďarsko, Jugoslávii a Libanon odešel do Francie, kam dorazil 14. února 1940. Následující den v Marseille vstoupil do řad Československé armády v zahraničí. Zařazen byl k pěchotě a v Agde absolvoval poddůstojnickou školu. V roce 1940 se zúčastnil bojů o Francii. Po jejím pádu se mu nepodařilo se evakuovat, po demobilizaci v listopadu 1940 byl zatčen a vězněn postupně ve Francii, Alžírsku a Maroku. Po propuštění odjel do Kanady. Zde 14. září 1942 vstoupil do Royal Air Force a nastoupil do navigátorského výcviku. Po jeho ukončení a po ukončení operačního výcviku mj. na Bahamách byl v prosinci 1944 zařazen do 311. československé bombardovací perutě. Jako její příslušník se poté účastnil protiponorkových hlídkových letů nad oceánem. Dne 14. března 1945 byl těžce raněn jako člen posádky stroje Consolidated B-24 Liberator GR Mk.VI EV955 PP-D pod velením Josefa Simeta, který se po startu z letiště ve skotském Tainu zřítil kvůli závadě na umělém horizontu. Nehodu nepřežila většina posádky. Do konce druhé světové války dosáhl hodnosti nadporučíka.

## Po druhé světové válce
Po skončení druhé světové války a návratu do Československa odešel Zdeněk Munzar za armádní služby a mezi roky 1946 a 1948 působil jako navigační náčelník u Československých aerolinií. Po komunistickém převzetí moci v dubnu 1948 odešel znovu do exilu. Stal se zaměstnancem Mezinárodní organizace pro civilní letectví, kde dosáhl významného postavení. Již ve výslužbě byl povýšen do hodnosti plukovníka. Zemřel 3. července 1997 v Hudson Heighst v Kanadě.

## Vyznamenání
- 2x Československá medaile Za chrabrost před nepřítelem
- Československý válečný kříž 1939
- Československá medaile za zásluhy I. stupně
- Hvězda 1939–1945
- Hvězda Atlantiku
- Britská medaile Za obranu
- Válečná medaile 1939–1945